# Abraham van Cuylenburg
Abraham van Cuylenburg auch Cuylenborch (* 1610? in Utrecht; † 22. November 1658 ebenda) war ein niederländischer Maler.
Cuylenburg schuf Landschaften, überwiegend Grotten, mit mythologischen Figuren, welche in ihrer Art an Cornelis van Poelenburgh erinnern. Seine Werke sind unter anderem im Kelvingrove Art Gallery and Museum in Glasgow ausgestellt.

## Werke (Auswahl)

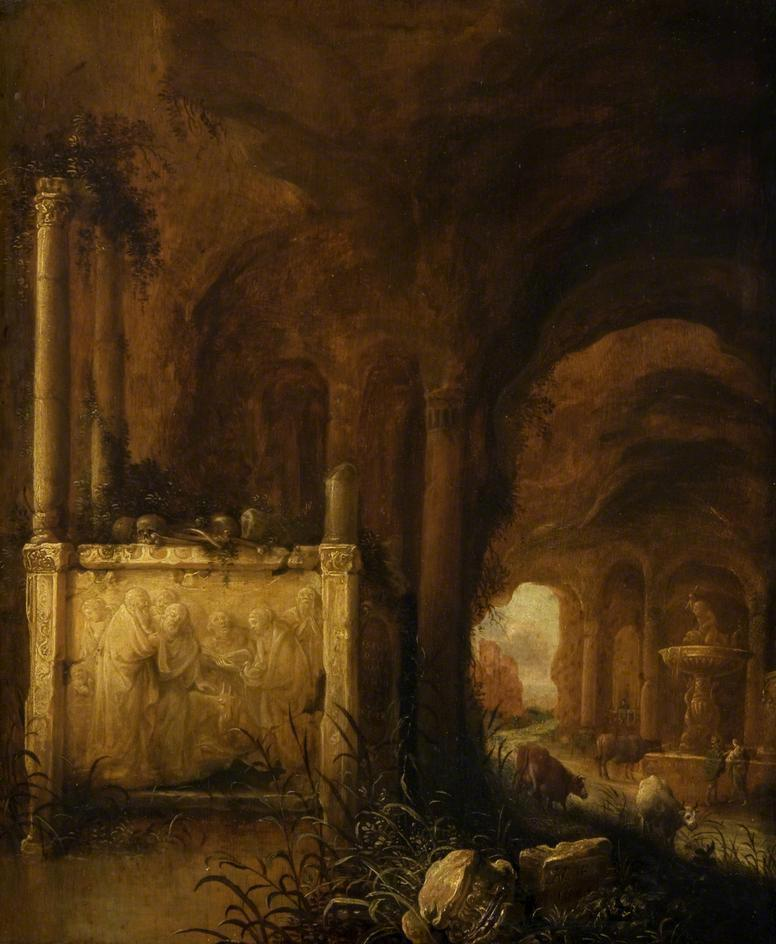
A Tomb in a Grotto, 1641
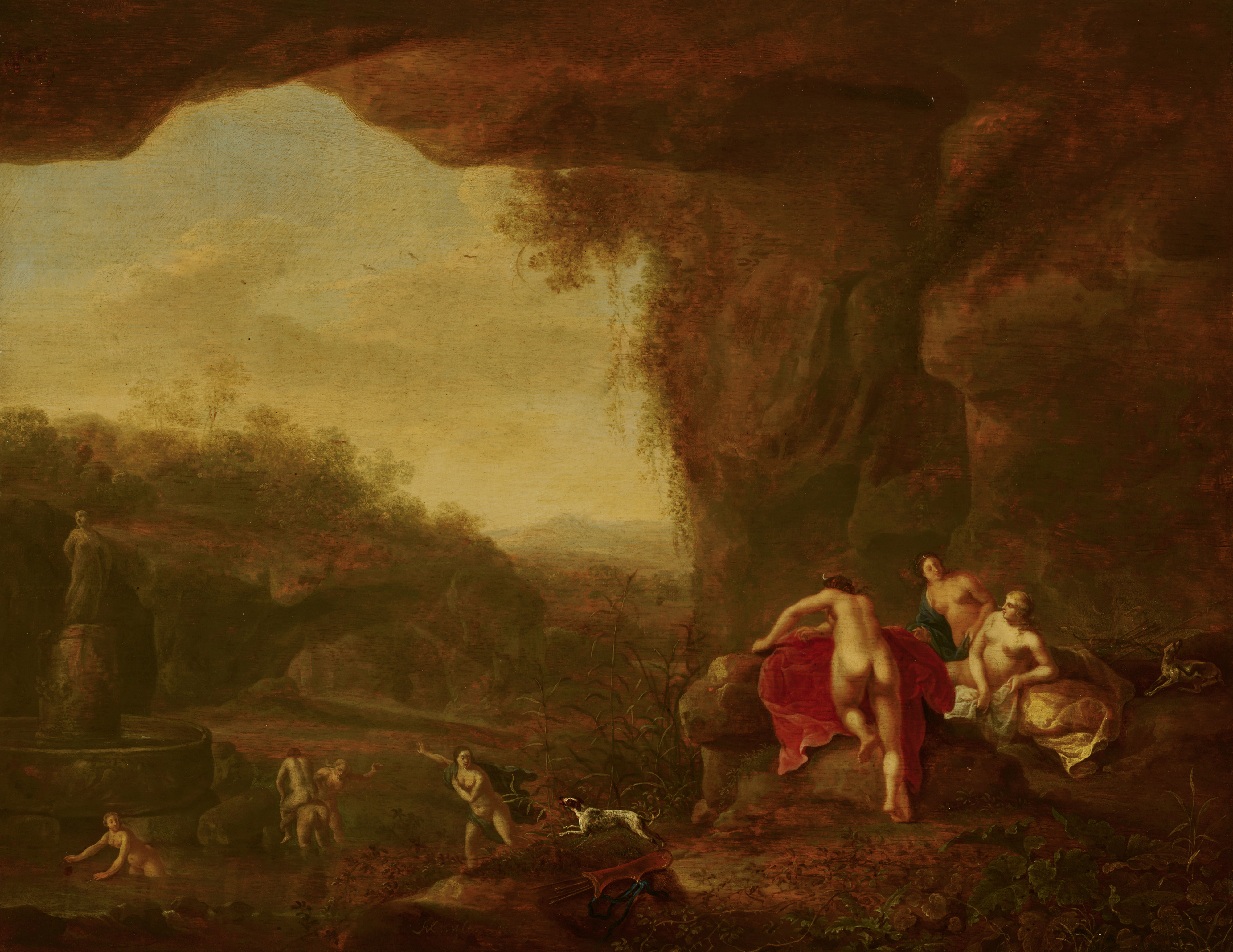
Diana and her Companions
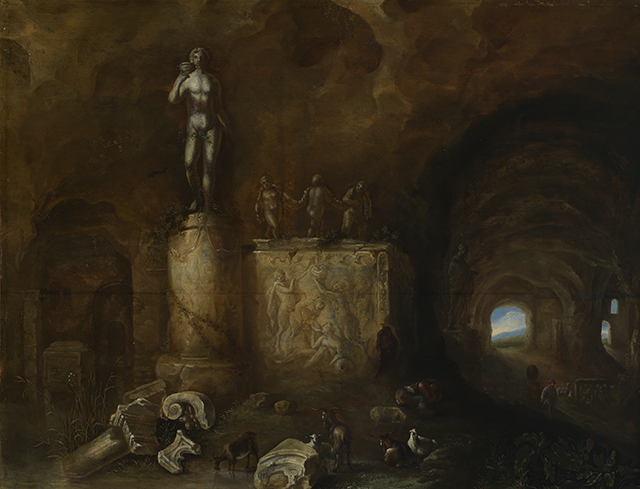
Inside of a cave with sculptures and sleeping shepherds, 1647
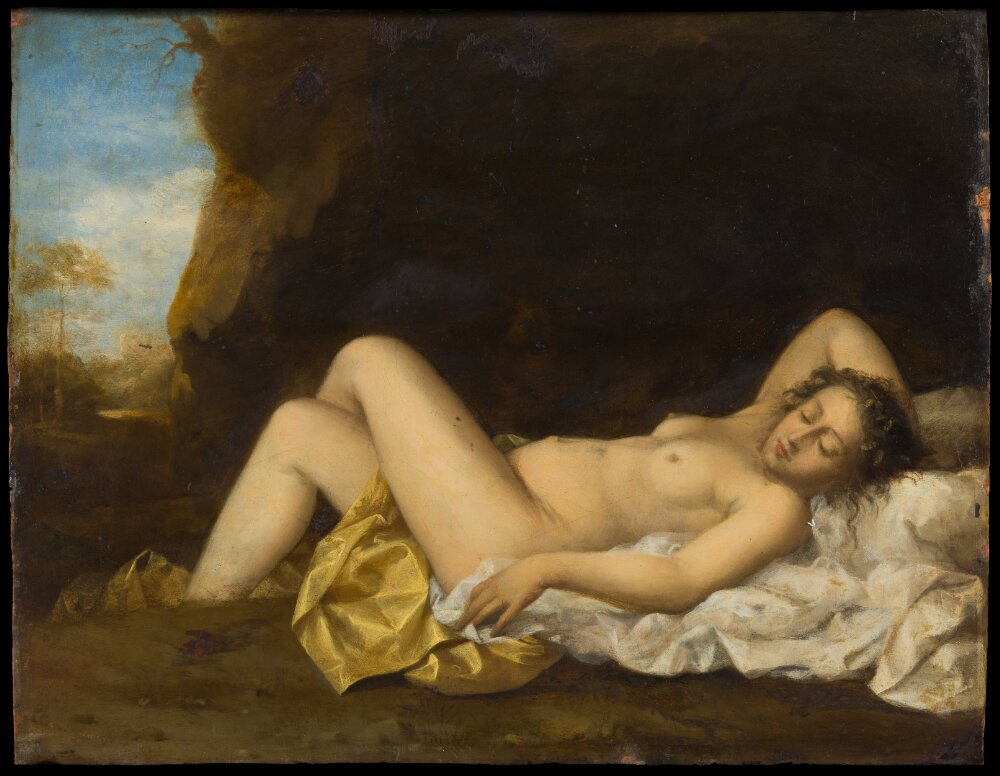
Sleeping Nymph
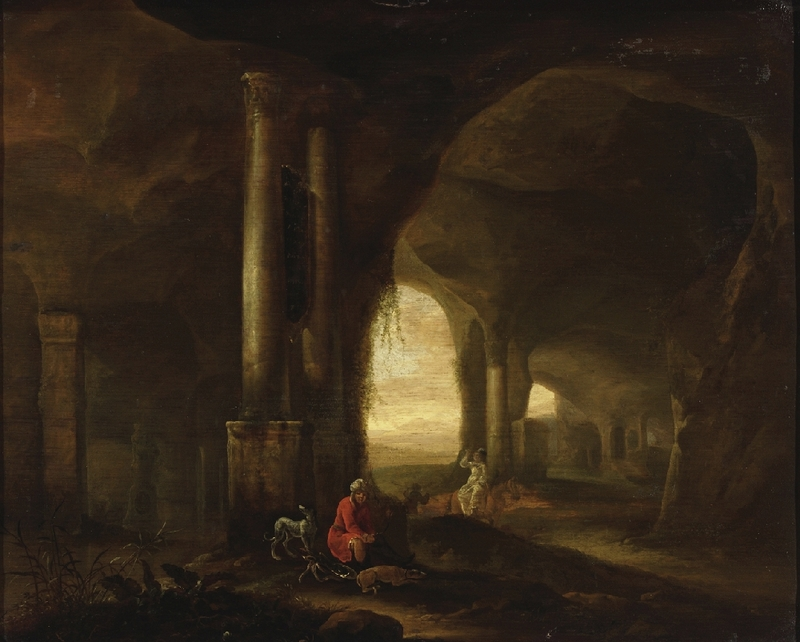
Grotto with Figures